# 1998年の経済
1998年の経済（1998ねんのけいざい）では、1998年（平成10年）の経済分野に関する出来事について記述する。

## できごと

### 1月
- 1月18日 - 東京地方検察庁特別捜査部は日本道路公団の外債発行幹事証券会社の選定に際し、野村證券から贈賄があったとして、井坂武彦道路公団経理担当理事（元大蔵省造幣局長）、村住直孝野村證券元副社長、寺西功元常務取締役を贈収賄容疑で逮捕[1]。

### 3月
- 3月14日 - 経済企画庁、国民所得統計速報発表。1997年（平成9年）10月から12月期の国内総生産（GDP、季節調整値）は前期（7月から9月期）比0.2パーセント減、年率換算で0.7パーセント減。2.4半期ぶりにマイナス成長に転じ、景気の腰折れを明確に裏づけ。1997年暦年の実質経済成長率は0.9パーセント。

### 4月
- 4月1日 - 日本版金融ビッグバン開始。

### 5月
- 5月26日 - 経団連第9代会長に今井敬が就任。

### 6月
- 6月22日 - 金融監督庁発足。大蔵省が掌握していた、財政と金融行政が分離した。

### 8月
- 8月15日 - 米国でiMac発売。
- 8月17日 - セルゲイ・キリエンコ露首相、ロシア中央銀行は対外債務の90日間支払い停止を発表。ルーブル暴落に伴うロシア通貨危機発生。

### 10月
- 10月1日 - 秩父小野田と日本セメントが合併し、太平洋セメントに商号変更。
- 10月7日 - 7日から8日にかけて、円が急騰。ドルに対して20円以上高くなる。

### 11月
- 11月10日 - 松竹、映画テーマパーク「鎌倉シネマワールド」の12月閉鎖を発表。
- 11月11日 - 日本生命とドイツ銀行が、資産運用分野での提携を発表。
- 11月13日
  - アメリカ国際貿易委員会（ITC）、日本・ブラジル・ロシアからの輸入圧延鋼板のダンピングにより、アメリカ鉄鋼業界が実質的損害を蒙ったとの仮決定。
  - 北海道拓殖銀行が営業停止。
  - 日本銀行、企業の資金繰りに対して、臨時貸出制度やコマーシャルペーパー買い入れの拡充などの緊急支援策を決定。
- 11月14日 - 住友銀行、政府に対して4000億円から5000億円の公的資金注入を申請方針を決定。